# Nazionale maschile di pallacanestro delle Maldive
La nazionale di pallacanestro delle Maldive è la rappresentativa cestistica delle Maldive ed è posta sotto l'egida della Federazione cestistica delle Maldive.

## Piazzamenti

### Giochi asiatici
- 2014 - 15°